# Bat Chen
Bat Chen (hebrejsky בת חן, doslova „Dcera půvabu“, v oficiálním přepisu do angličtiny Bat Hen) je vesnice typu společná osada (jišuv kehilati) v Izraeli, v Centrálním distriktu, v Oblastní radě Emek Chefer.

## Geografie
Leží v nadmořské výšce cca 35 metrů v hustě osídlené a zemědělsky intenzivně využívané pobřežní nížině respektive Šaronské planině.
Obec se nachází necelé 2 kilometry od břehu Středozemního moře, cca 33 kilometrů severovýchodně od centra Tel Avivu, cca 51 kilometrů jihozápadně od centra Haify a 9 kilometrů jihozápadně od města Chadera. Bat Chen obývají Židé, přičemž osídlení v tomto regionu je etnicky převážně židovské. Vesnice leží na severním okraji města Netanja, s nímž tvoří jeden souvislý urbanistický celek.
Obec Bat Chen je na dopravní síť napojena pomocí dálnice číslo 2, která obec míjí na jižním okraji. K severu vede z vesnice lokální silnice číslo 5710.

## Dějiny
Osada Bat Chen byla založena v roce 1967. Pojmenována je podle místního druhu květiny. Už roku 1959 se v této lokalitě usadilo pět prvních rodin, které si zde zbudovaly malé domy na písečných dunách poblíž moře, bez přívodu elektřiny a občanské vybavenosti. Roku 1966 získal sousední mošav Bitan Aharon povolení postavit zde domy pro případné zájemce. Zájem ale nebyl velký a bylo nutné oslovit i obyvatele z dalších vesnic tak, aby bylo možné shromáždit minimální skupinu 16 rodin potřebnou pro zahájení výstavby. Nakonec se podařilo přesvědčit 21 rodin, které se sem nastěhovaly okolo svátků Chanuka roku 1967.
Postupně se zdejší osídlení rozrůstalo a dělilo se na tři samostatné čtvrti: Bat Chen Alef, Bat Chen Bet a Bat Chen Gimel. Stále ale šlo jen o skupiny domů bez vlastního administrativního statutu a samosprávy. Až v lednu 2007 byl Bat Chen uznán ministerstvem vnitra za samostatnou obec, která se začlenila do Oblastní rady Emek Chefer.

## Demografie
Podle údajů z roku 2014 tvořili naprostou většinu obyvatel v Bat Chen Židé (včetně statistické kategorie "ostatní", která zahrnuje nearabské obyvatele židovského původu ale bez formální příslušnosti k židovskému náboženství).
Jde o menší sídlo vesnického typu s dlouhodobě stagnující populací. K 31. prosinci 2014 zde žilo 415 lidí. Během roku 2014 populace klesla o 2,4 %.
| Rok            | 2006 | 2007 | 2008 | 2009 | 2010 | 2011 | 2012 | 2013 | 2014 |
| -------------- | ---- | ---- | ---- | ---- | ---- | ---- | ---- | ---- | ---- |
| Počet obyvatel | 547  | 606  | 667  | 428  | 441  | 419  | 409  | 425  | 415  |